# 达维德·科内尔
达维德·科内尔（匈牙利語：Dávid Kornél，1971年10月22日—），匈牙利前职业篮球运动员。